# Tripadvisor
TripAdvisor — американский сайт путешествий. Даёт своим пользователям возможность спланировать поездку в любую страну мира. Услуги сайта бесплатны для пользователей, создающих большую часть контента, также сайт поддерживается за счёт рекламы. TripAdvisor был одним из первых сайтов, внедривших принцип пользовательского контента.

## История
- 2000 год — основание сайта.
- 2004 год — приобретён IAC/InterActiveCorp[1].
- 2014 год — исследование показало, что TripAdvisor это самый узнаваемый, используемый и заслуживающий доверия сайт о путешествиях[2].

## Деятельность
TripAdvisor работает в 49 странах на 28 языках, обслуживает 460 млн уникальных посетителей ежемесячно, имеет более чем 80 млн зарегистрированных пользователей, которые оставили более 859 млн отзывов, что позволяет ему претендовать на звание крупнейшего в мире сайта о путешествиях.

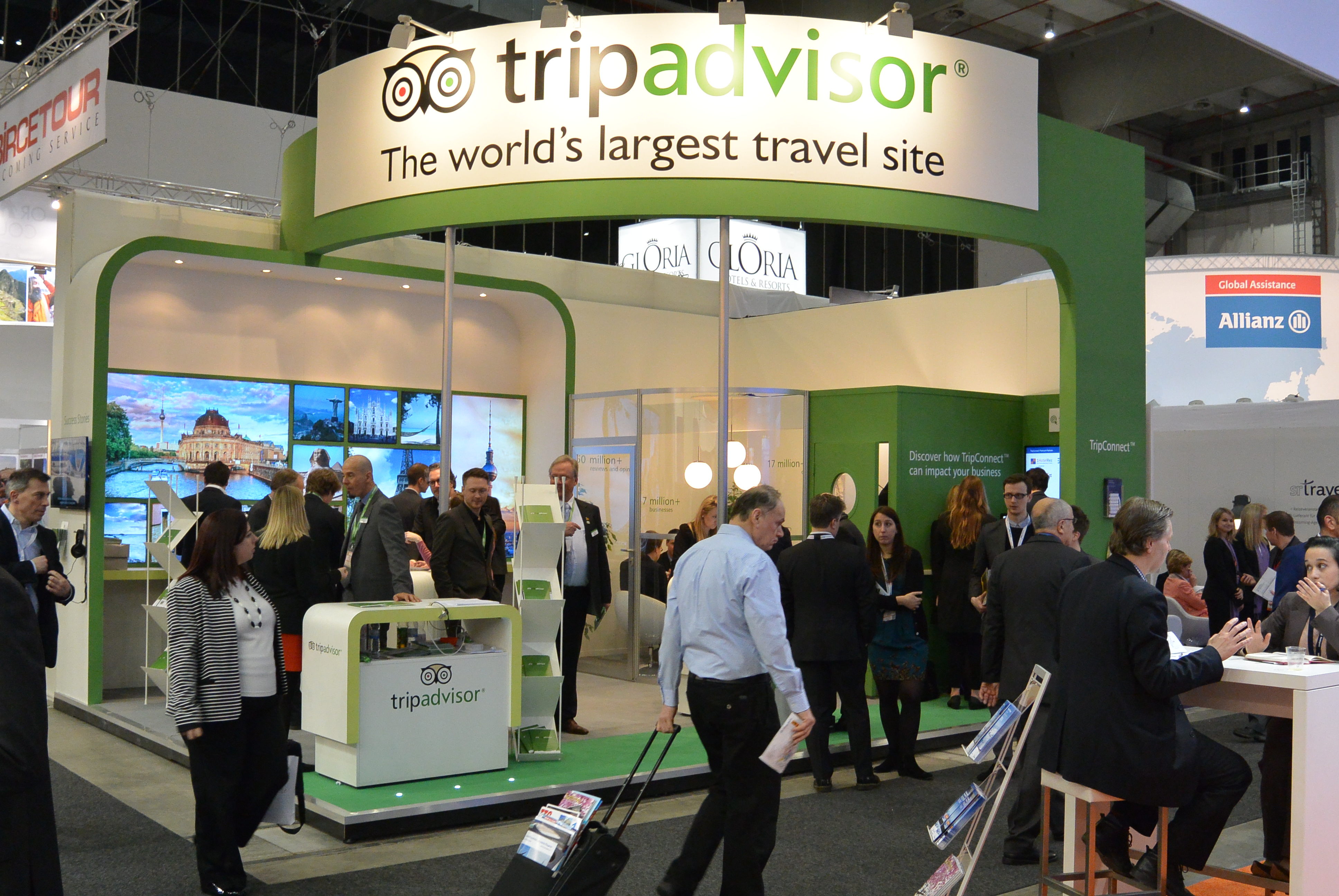
Стенд TripAdvisor на ITB Berlin 2014

Штаб-квартира TripAdvisor находится в городе Нидем, штат Массачусетс, США.